# Bagrus urostigma
Bagrus urostigma es una especie de pez de la familia Bagridae en el orden de los Siluriformes.

## Morfología
Los machos pueden llegar alcanzar los 72 cm de longitud total.

## Distribución geográfica
Se encuentran en África: río Juba en Somalia.